# Loi bêta prime
En théorie des probabilités et en statistique, la loi bêta prime (également connue sous les noms loi bêta II ou loi bêta du second type) est une loi de probabilité continue définie dont le support est {\textstyle ]0,+\infty [} et dépendant de deux paramètres de forme.
Si une variable aléatoire X suit une loi bêta prime, on notera {\displaystyle X\sim \beta ^{'}(\alpha ,\beta )}.

## Caractérisation
Sa densité de probabilité est donnée par :
{\displaystyle f(x)={\begin{cases}{\frac {x^{\alpha -1}(1+x)^{-\alpha -\beta }}{\mathrm {B} (\alpha ,\beta )}}&{\text{ si }}x>0\\0&{\text{ sinon.}}\end{cases}}}
où B est la fonction bêta.
Cette loi est une loi de Pearson de type VI.
Le mode d'une variable aléatoire de loi bêta prime est {\displaystyle {\widehat {X}}={\frac {\alpha -1}{\beta +1}}}. Sa moyenne est {\displaystyle {\frac {\alpha }{\beta -1}}} si {\displaystyle \beta >1} (si {\displaystyle \beta \leq 1} la moyenne est infinie, en d'autres termes elle n'est pas définie pour la loi bêta prime), et sa variance est {\displaystyle {\frac {\alpha (\alpha +\beta -1)}{(\beta -2)(\beta -1)^{2}}}} si {\displaystyle \beta >2}.
Pour {\displaystyle -\alpha <k<\beta }, le k-ième moment {\displaystyle \mathbb {E} [X^{k}]} est donné par
{\displaystyle \mathbb {E} [X^{k}]={\frac {\mathrm {B} (\alpha +k,\beta -k)}{\mathrm {B} (\alpha ,\beta )}}.}
Pour {\displaystyle k\in \mathbb {N} } avec {\displaystyle k<\beta }, la formule se simplifie en
{\displaystyle \mathbb {E} [X^{k}]=\prod _{i=1}^{k}{\frac {\alpha +i-1}{\beta -i}}.}
La fonction de répartition de la loi bêta prime est :
{\displaystyle F(x)={\begin{cases}{\frac {x^{\alpha }\cdot _{2}F_{1}(\alpha ,\alpha +\beta ,\alpha +1,-x)}{\alpha \cdot \mathrm {B} (\alpha ,\beta )}}&{\text{ si }}x>0\\0&{\text{ sinon.}}\end{cases}}}
où {\displaystyle _{2}F_{1}} est la fonction hypergéométrique.

## Généralisation
De nouveaux paramètres peuvent être ajoutés pour former la loi bêta prime généralisée :
{\displaystyle p>0} paramètre de forme et {\displaystyle q>0} paramètre d'échelle.
La densité de probabilité est alors donnée par :
{\displaystyle f(x;\alpha ,\beta ,p,q)={\begin{cases}{\frac {p{\left({\frac {x}{q}}\right)}^{\alpha p-1}\left({1+{\left({\frac {x}{q}}\right)}^{p}}\right)^{-\alpha -\beta }}{q\mathrm {B} (\alpha ,\beta )}}&{\text{ si }}x>0\\0&{\text{ sinon.}}\end{cases}}}
avec moyenne
{\displaystyle {\frac {q\Gamma (\alpha +{\tfrac {1}{p}})\Gamma (\beta -{\tfrac {1}{p}})}{\Gamma (\alpha )\Gamma (\beta )}}{\text{ si }}\beta p>1}
et mode
{\displaystyle q{\left({\frac {\alpha p-1}{\beta p+1}}\right)}^{\tfrac {1}{p}}{\text{ si }}\alpha p\geq 1.}
Si une variable aléatoire X suit une loi bêta prime généralisée, on notera {\displaystyle X\sim \beta ^{'}(\alpha ,\beta ,p,q)}. Si p=q=1, alors la loi bêta prime généralisée est la loi bêta prime standard.

### Loi gamma composée
La loi gamma composée est la loi bêta prime généralisée quand le paramètre d'échelle p=1 et q est quelconque. Elle est nommée ainsi car elle est une composition de deux lois gamma dans le sens :
{\displaystyle \beta '(x;\alpha ,\beta ,1,q)=\int _{0}^{\infty }G(x;\alpha ,p)G(p;\beta ,q)\;\mathrm {d} p}
où G(x ; a, b) est la loi gamma avec forme a et intensité b. Cette relation peut être utilisée pour générer des variables aléatoires de loi gamma composée ou de loi bêta prime.
Les mode, moyenne et variance de la loi gamma composée peuvent être obtenus en multipliant les mode et moyenne de la loi bêta prime par q et la variance par q2.

## Propriétés
- Si {\displaystyle X\sim \beta ^{'}(\alpha ,\beta )\,} alors {\displaystyle {\tfrac {1}{X}}\sim \beta ^{'}(\beta ,\alpha )}.
- Si {\displaystyle X\sim \beta ^{'}(\alpha ,\beta ,p,q)\,} alors {\displaystyle kX\sim \beta ^{'}(\alpha ,\beta ,p,kq)\,}.
- {\displaystyle \beta ^{'}(\alpha ,\beta ,1,1)=\beta ^{'}(\alpha ,\beta )\,}

## Liens avec d'autres lois
- Si {\displaystyle X\sim F(\alpha ,\beta )\,} alors {\displaystyle {\tfrac {\alpha }{\beta }}X\sim \beta ^{'}({\tfrac {\alpha }{2}},{\tfrac {\beta }{2}})\,} (F est la loi de Fisher)
- Si {\displaystyle X\sim {\textrm {Beta}}(\alpha ,\beta )\,} alors {\displaystyle {\frac {X}{1-X}}\sim \beta ^{'}(\alpha ,\beta )\,}
- Si {\displaystyle X\sim \Gamma (\alpha ,1)\,} et {\displaystyle Y\sim \Gamma (\beta ,1)\,}, alors {\displaystyle {\frac {X}{Y}}\sim \beta ^{'}(\alpha ,\beta )}.
- {\displaystyle \beta ^{'}(p,1,a,b)={\textrm {Dagum}}(p,a,b)\,} la loi de Dagum
- {\displaystyle \beta ^{'}(1,p,a,b)={\textrm {SinghMaddala}}(p,a,b)\,} la loi de Burr
- {\displaystyle \beta ^{'}(1,1,\gamma ,\sigma )={\textrm {LL}}(\gamma ,\sigma )\,} la loi log-logistique